# Cuscuta violacea
Cuscuta violacea är en vindeväxtart som beskrevs av M.T.M. Rajput och S.T. Syeda. Cuscuta violacea ingår i släktet snärjor, och familjen vindeväxter. Inga underarter finns listade i Catalogue of Life.